# Paul Radmilovic
Paul Francesco Radmilovic (také Paulo nebo Paolo Radmilovic, 5. března 1886 Cardiff – 29. září 1968 Weston-super-Mare) byl velšský plavec a vodní pólista chorvatského původu.
Narodil se v Cardiffu, kde jeho rodiče provozovali hospodu. Jeho otec pocházel z Dubrovníku, matka byla Irka. Paul už v patnácti reprezentoval Wales ve vodním pólu, vynikal také v plavání, golfu a fotbalu. Startoval na Athénských olympijských mezihrách v roce 1906, kde byl čtvrtý na 100 m volným způsobem a pátý na 400 m volným způsobem. V roce 1907 vyhrál britské mistrovství v závodě na pět mil po řece Temži. Na domácí olympiádě 1908 v Londýně nepostoupil ani v jednom individuálním závodě do finále, ale byl členem britské štafety na 4×200 m volným způsobem, který vyhrála v novém světovém rekordu. S týmem Velké Británie také získal zlaté medaile v turnaji vodních pólistů, ve finále proti Belgii vstřelil dvě branky. Titul ve vodním pólu obhájil také na olympiádě 1912 a 1920, kdy byl kapitánem družstva, v roce 1924 Britové jako obhájci vypadli již v prvním kole a v roce 1928 obsadili čtvrté místo. Radmilovic se jako první britský sportovec v historii zúčastnil pěti olympiád, jeho čtyři zlaté medaile byly rekordem, který překonal až Steve Redgrave.
Závodní kariéru ukončil až ve 43 letech, poté provozoval hotel v přímořském letovisku Weston-super-Mare, sportoval až do vysokého stáří. V roce 1967 byl zařazen do Mezinárodní plavecké sině slávy a v roce 1993 do Velšské sportovní síně slávy, na jeho domě byla odhalena pamětní deska.